# 2010 en Grèce
Chronologie de la Grèce
- 2006
- 2007
- 2008
- 2009
- 2010
- 2011
- 2012
- 2013
- 2014

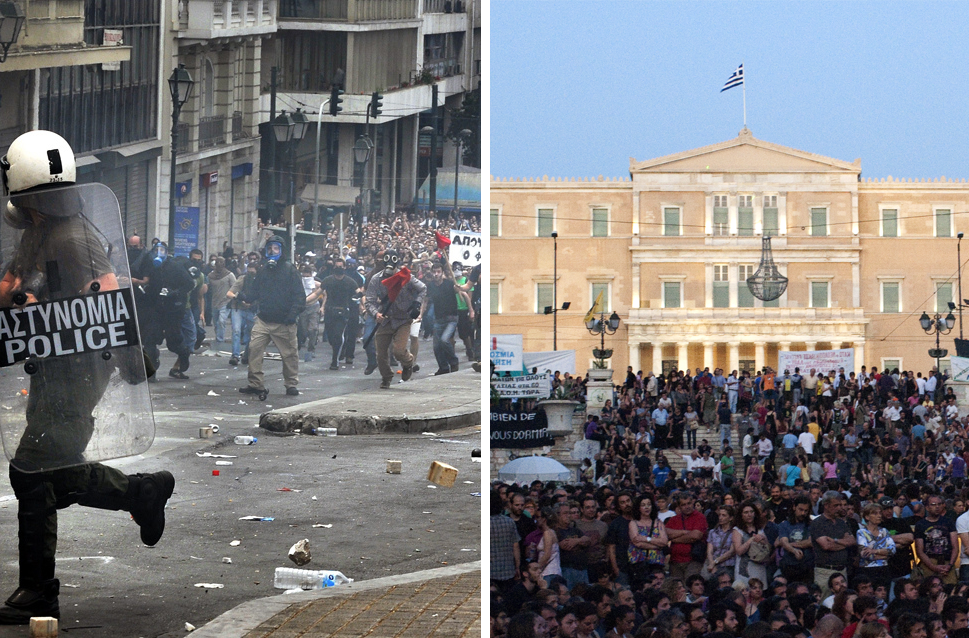
Manifestations en Grèce (2010-2011).

Cette page concerne les évènements survenus en 2010 en Grèce.

## Évènement
- Crise de la dette publique grecque (chronologie - conséquences).
- 3 février : élection présidentielle.
- 28 avril : programme Kallikratis, réforme politique de la Grèce en 2010 concernant sa subdivision territoriale dans un but d'économie d'échelle et de diminution du nombre de fonctionnaires.
- 28 avril-2 mai : Exposition Hell, etc. (en) de Marilyn Manson.
- 5 mai : début du mouvement anti-austérité.
- 19 juillet : assassinat de Sokratis Giolias, journaliste d'investigation.
- 26 juillet : début de la grève des camionneurs (en).
- 7-14 novembre : élections locales.

## Cinéma - Sortie de film
- 3-12 décembre : festival international du film de Thessalonique.
- Attenberg
- To Horio
- Mère Patrie
- Création du Prix de l'Académie du film hellénique

## Sport
- 12-28 février : Participation de la Grèce aux Jeux olympiques d'hiver à Vancouver au Canada.
- 12-21 mars : Participation de la Grèce aux Jeux paralympiques d'hiver à Vancouver au Canada.
- 19-25 avril : Open Status d'Athènes (en)  (tennis).
- 26 avril-2 mai : Coupe de tennis Ixian Grande Egée (en) à Rhodes.
- 7-9 mai : Organisation des championnats d'Europe de karaté à Athènes.
- 27 juillet-1er août : Participation de la Grèce aux championnats d'Europe d'athlétisme (en) à Barcelone en Espagne.
- Championnat de Grèce masculin de volley-ball (en)
- Saison 2010 du championnat grec de hockey sur glace (en)
- Championnat de Grèce de football 2009-2010
- Championnat de Grèce de football 2010-2011
- Coupe de Grèce de football 2009-2010 (en)
- Coupe de Grèce de football 2010-2011 (en)
- Création des clubs de Kymis B.C. (en) (baskett-ball), Chevaliers de Rhodes (en) (rugby) et P.S. «I Sparti» (en) (football).
- Création du centre de formation de Spata (en).
- Dissolution du club de basket Neos Asteras Rethymno F.C. (en).

## Création
- Alliance démocrate
- Bibliothèque hellénique de la Fondation Onassis (en)
- ELSTAT, autorité statistique grecque.
- Gauche démocrate
- Glyptothèque extérieure de Psychiko
- Fonds de stabilité financière hellénique (en)
- Métropole de Kifisia, Amarousio et Oropos
- Métropole d'Ilion, Acharnès et Pétroupolis
- Musée de la lutte macédonienne (en) à Kastoria.
- Station de métro Holargos (en)

## Dissolution
- Apogevmatini (en), journal.
- Hellas Jet, compagnie aérienne.

## Décès
- Kéti Chomatá, chanteuse.
- Yánnis Dalianídis, danseur, chorégraphe, acteur et réalisateur.
- Giórgos Foúndas, acteur.
- Tassó Kavadía, actrice.
- Yánnis Spanoudákis, joueur de basketball.
- Tzannís Tzannetákis, Premier ministre.
- Andréas Voutsinás, acteur, metteur en scène de théâtre et professeur d'art dramatique.